# Zentrale Bangkok
Zentrale Bangkok ist eine Krimiserie, die von April bis August 1985 auf Das Erste lief. Die Hauptrolle der Entwicklungshelferin Birgit spielte Sabine Thiesler, die als Schauspielerin eher unbekannt war aber in letzter Zeit als Autorin beliebt geworden ist.

## Inhalt
Sekretärin Birgit Mahler hat sich für zwei Jahre als Entwicklungshelferin nach Thailand verpflichtet. Sie arbeitet in der Zentrale eines deutschen Entwicklungsdienstes in Bangkok und ist Anlaufstelle für die Probleme und Sorgen der Entwicklungshelfer vor Ort. Schon bald nach ihrer Ankunft in Bangkok erwarten sie die ersten Probleme, besonders eine Buddha-Statuette als Talisman.

## Episoden
1. Der Talisman
2. Tropenschnee
3. Der Dschungel ist kein Stadtpark
4. Herr Wong hat viele Töchter
5. Gefährliche Antiquitäten
6. Kidnapping, Teil 1
7. Kidnapping, Teil 2
8. Jenseits des Wassers liegt das Glück
9. Der Rivale
10. Wo ist Heiko Breitner?
11. Schnapsidee mit Thai-Whisky
12. Eine Elefantentour
13. Feuerprobe